# 懷恩斯伯勒 (印地安納州)
懷恩斯伯勒（英語：Wynnsboro）是位於美國印地安納州哈里森縣的一個鬼鎮。

## 地理
懷恩斯伯勒的座標為38°17′13″N 86°15′23″W / 38.28694°N 86.25639°W，而該地的平均海拔高度為148米（即486英尺）。